# Летовочное
Летовочное (каз. Летовочное) — село в Тайыншинском районе Северо-Казахстанской области Казахстана. Административный центр Летовочного сельского округа. Находится примерно в 50 км к западу-юго-западу (WSW) от города Тайынша, административного центра района, на высоте 219 метров над уровнем моря. Код КАТО — 596063100.

## Население
В 1999 году численность населения села составляла 1178 человек (638 мужчин и 540 женщин). По данным переписи 2009 года, в селе проживало 722 человека (354 мужчины и 368 женщин).

## История
Село основано в 1936 году для спецпоселенцев из лиц немецкой и польской национальностей, высланных с Волыни.